# Черемошна (притока Південного Бугу)
Черемошна (Шепевка) — річка  в Україні, у Тиврівському  районі Вінницької області, права притока  Південного Бугу (басейн Чорного моря).

## Опис
Довжина річки приблизно 12 км.

## Розташування
Бере  початок на північному заході від Черемошного. Тече переважно на північний схід і у Тивріві впадає у річку Південний Буг.
Річку перетинає автомобільна дорога Т 0212